# Kuduro
Kuduro (eller kuduru) är en typ av musik och dans som ursprungligen utvecklades i Angola på 1980-talet. Den kännetecknas som energisk med upptempo i snabb 4/4-takt.
Kuduron föddes ursprungligen i Malange, Angola i slutet av 1980-talet. Inspirationen kom inledningsvis från karibisk musik som soca och zouk från Karibien samt Semba från Angola. Med den angolanska invandringen till Portugal under inbördeskriget kom den att fortsätta utvecklas i Europa och utvecklas i mer elektronisk inriktning.